# Brachymeria beijingensis
Brachymeria beijingensis är en stekelart som beskrevs av Yin-Xia Liao och Chen 1983. Brachymeria beijingensis ingår i släktet Brachymeria och familjen bredlårsteklar. Inga underarter finns listade.